# Lordotus apicula
Lordotus apicula är en tvåvingeart som beskrevs av Daniel William Coquillett 1887. Lordotus apicula ingår i släktet Lordotus och familjen svävflugor. Inga underarter finns listade i Catalogue of Life.